# Ağsu (raion)
Pour les articles homonymes, voir Ağsu.

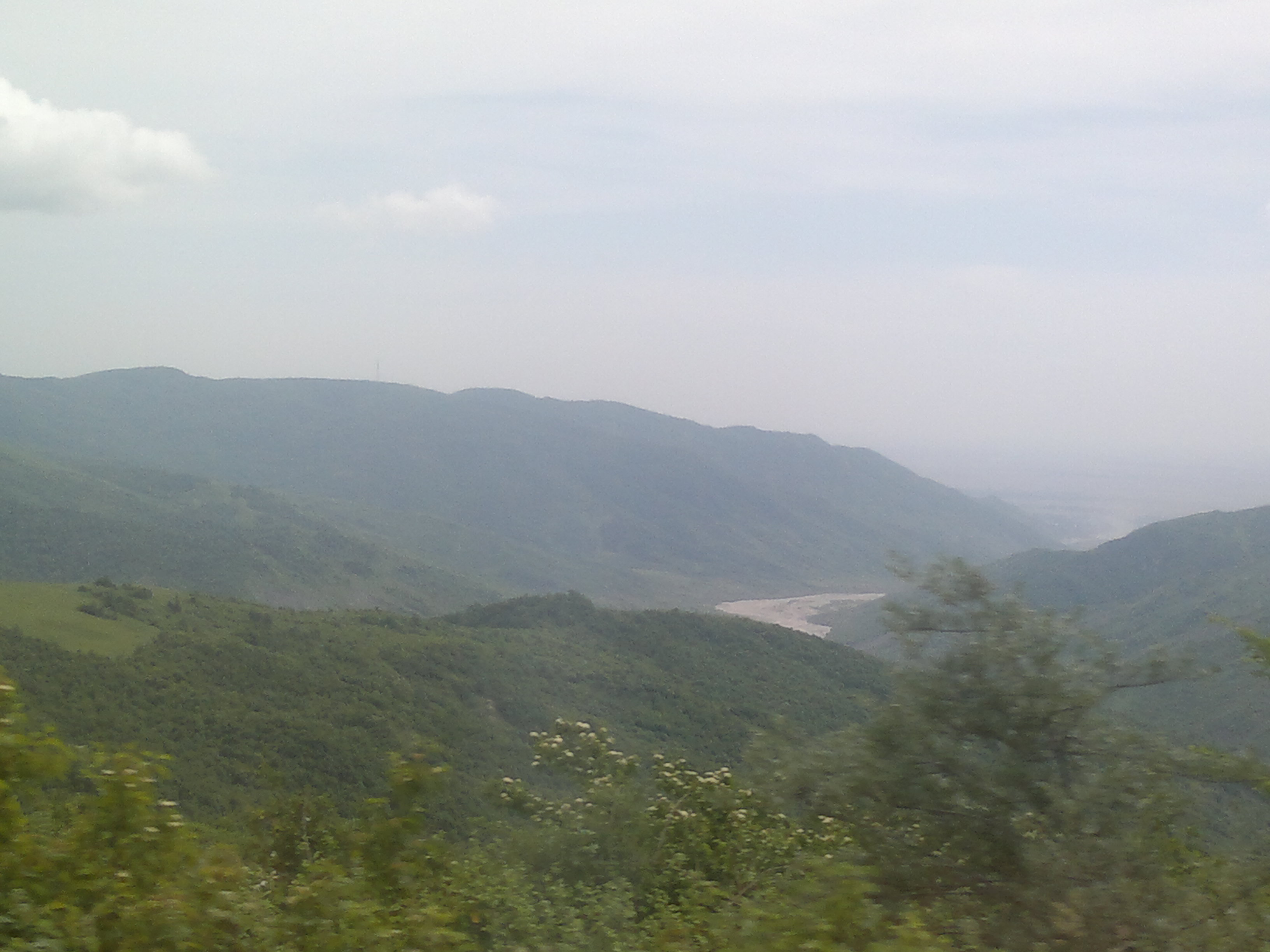

Ağsu est l'une des 78 Subdivisions de l'Azerbaïdjan, sa capitale se nomme Ağsu. Sa population s'élève à 106 700 âmes en 2016.